# حزب ضد انحصار
حزب ضد انحصار یک حزب سیاسی ایالات متحده بود که به عنوان حزبی ملی در کنوانسیون آن در ۱۸۸۴ در شیکاگو بنیان نهاده شد. پیش از آن احزاب ضد انحصاری در سطح ایالتی از جمله در کالیفرنیا و نیو یورک فعال بودند.
بنجامین اف. باتلر فرماندار وقت مسچوستس کاندید حزب در انتخابات سال ۱۸۸۴ بود که ۱۷۵٬۳۷۰ رای به دست آورد ولی حزب زان پس دیری نپایید.